# Alfonso Azpiri
Alfonso Azpiri Mejía (1947 - 18 de agosto de 2017) foi um quadrinista e ilustrador espanhol, reconhecida pela série de ficção científica Lorna e a série infantil Mot.